# بری یار
بری یار (به انگلیسی: Bariyar) یک منطقهٔ مسکونی در پاکستان است که در خیبر پختونخوا واقع شده‌است.